# 찰스 테일러 (철학자)
찰스 마그레이브 테일러(영어: Charles Margrave Taylor, CC, 1931년 11월 5일 ~ )는 캐나다의 철학자이자 맥길 대학교 교수이다.
마이클 샌델 · 앨러스터 매킨타이어 등과 함께 대표적인 공동체주의자로 꼽힌다. 보편적이고 공동체적인 규범을 중시하는 그의 이론은 매킨타이어가 아리스토텔레스에, 샌델이 칸트에 각각 사상적 연원을 두는 것처럼, 헤겔의 철학에 많이 의존하고 있다.

## 서훈
- 1995년 캐나다 훈장 컴패니언(CC)